# سیارک ۱۵۱۴

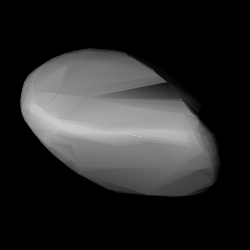
تصویر ماهواره‌ای سیارک ۱۵۱۴

سیارک ۱۵۱۴ (به انگلیسی: 1514 Ricouxa، نامگذاری:1906UR) هزار و پانصد و چهاردهمین سیارک کشف شده‌است که در ۲۲ اوت ۱۹۰۶ و در هایدلبرگ کشف شد.
قدر مطلق سیارک برابر ۱۲٫۶۰ است.